# Jost Reinecke
Jost Reinecke (* 20. August 1957 in Düsseldorf) ist ein deutscher Soziologe.
Reinecke studierte von 1977 bis 1984 Soziologie, Geschichte und Sozialpädagogik an der Universität Duisburg und wurde 1990 im Fach Soziologie an der Universität Gießen mit der Arbeit Interviewer- und Befragtenverhalten: theoretische Ansätze und methodische Konzepte promoviert. Gutachter der Arbeit waren Peter Schmidt und Achim Schrader.  Nach einem Forschungsaufenthalt (1993–1994) am Department of Psychology an der University of Massachusetts (Amherst) habilitierte er sich 1996 an der Westfälischen Wilhelms-Universität in Münster.
Von 2001 bis 2005 war Reinecke Professor an der Universität Trier (Empirische Sozialforschung/Methodenlehre) und seit 2005 ist er Professor an der Universität Bielefeld (Quantitative Methoden der empirischen Sozialforschung). Seine Forschungsschwerpunkte sind die theoretische und empirische Bedeutung der Theorie der rationalen Entscheidung in den Sozialwissenschaften; ferner Gesundheit, AIDS-Prävention und Kontrazeption von Jugendlichen und jungen Erwachsenen; Entwicklung der Jugendkriminalität im Längsschnitt; Strukturgleichungsmodelle; Panelanalysen. Unter anderem ist er im Vorstand des Institut für interdisziplinäre Konflikt- und Gewaltforschung an der Universität Bielefeld.
Seit dem Jahr 2002 findet unter Federführung Reineckes und des Münsteraner Kriminologen Klaus Boers eine Panelstudie mit 3400 Duisburger Jugendlichen statt. Zu Befragungsbeginn waren die Befragten 13 Jahre alt (7. Klasse), die Untersuchung soll bis zu ihrem 30. Lebensjahr fortgesetzt werden. Die bisher vorgestellten Ergebnisse beziehen sich auf das Dunkelfeld der Jugendkriminalität. Ein zentraler Befund ist dabei die Tatsache, dass es bereits ab dem 15. Lebensjahr einen deutlichen Rückgang der Straftaten zu verzeichnen gibt. Selbst bei den sogenannten Intensivtätern war eine Reduzierung der Delikte ab dem 16. Lebensjahr zu finden. Die Studie ist Teil des von der DFG geförderten Projektes Kriminalität in der modernen Stadt, in dessen Rahmen schon zwischen den Jahren 2000 und 2003 eine Panelstudie mit Münsteraner Jugendlichen durchgeführt worden war.